# Communauté LGBT hmong
Dans la diaspora hmong, la communauté LGBT est l'ensemble des personnes dont la sexualité ou le genre ne correspondent pas aux normes patriarcales.

## Géographie
Le Midwest est considéré comme un centre de la communauté LGBT hmong. Selon Brian V. Xiong, il y aurait entre quinze et vingt mille personnes LGBT hmong au Minnesota.

## Contexte politique
Les communautés hmong ont une structure patriarcale, et les discours homophobes et transphobes ont tendance à opposer la culture hmong et la liberté sexuelle. Pourtant, il n'existe pas de consensus absolu parmi les Hmongs, et les opinions changent, parfois rapidement.
Le coming out n'est pas forcément un choix stratégique affectionné par les hommes gais hmongs, qui peuvent préférer des moyens d'affirmation moins centrés sur l'individu afin de ne pas s'isoler de leur famille.

## Culture
Un cliché sur les personnes queer hmong est qu'elles seraient coupées de leur famille, mais dans la réalité, bien qu'il y ait des tensions, leurs relations avec leurs familles continuent souvent d'une manière ou d'une autre. Elles se créent aussi leurs propres familles choisies.
La chanteuse Sunah propose de nouveaux mots pour parler de la diversité de genre et de sexualité en langue hmong.
Entre 2005 et 2017, l'organisation Shades of Yellow organise des activités et des communications pour la communauté LGBT hmong. D'autres organisations gagnent en popularité dans les années suivantes.